# Leptolalax kajangensis
Leptolalax kajangensis — вид жаб родини азійські часничниці (Megophryidae). Вид є ендеміком Малайзії і відомий тільки по типовій місцевості — невеликій печері у верхній частині Гунунг Кайянг (= гора Кайянг), на острові Тіоман, невеликому острові, що розташований за 32 км від східного узбережжя Малайзії.

## Опис
Типова серія складається з двох дорослих самців 35-36 мм
завдовжки, що є відносно
великим розміром в межах роду. Типовою місцевістю є печера і типові зразки зібрані у ставку на краю печери. Деякі пуголовки були зібрані з того ж ставка і передбачається, що вони представляють цей ж види. Існує також колекція пуголовків з нижньої висоти на тій же горі, що морфологічно схожі з тими, що зібрані на типовій місцевості, але які відрізняються забарвленням, тому вони можуть представляти інший вид.